# 麻布連隊区

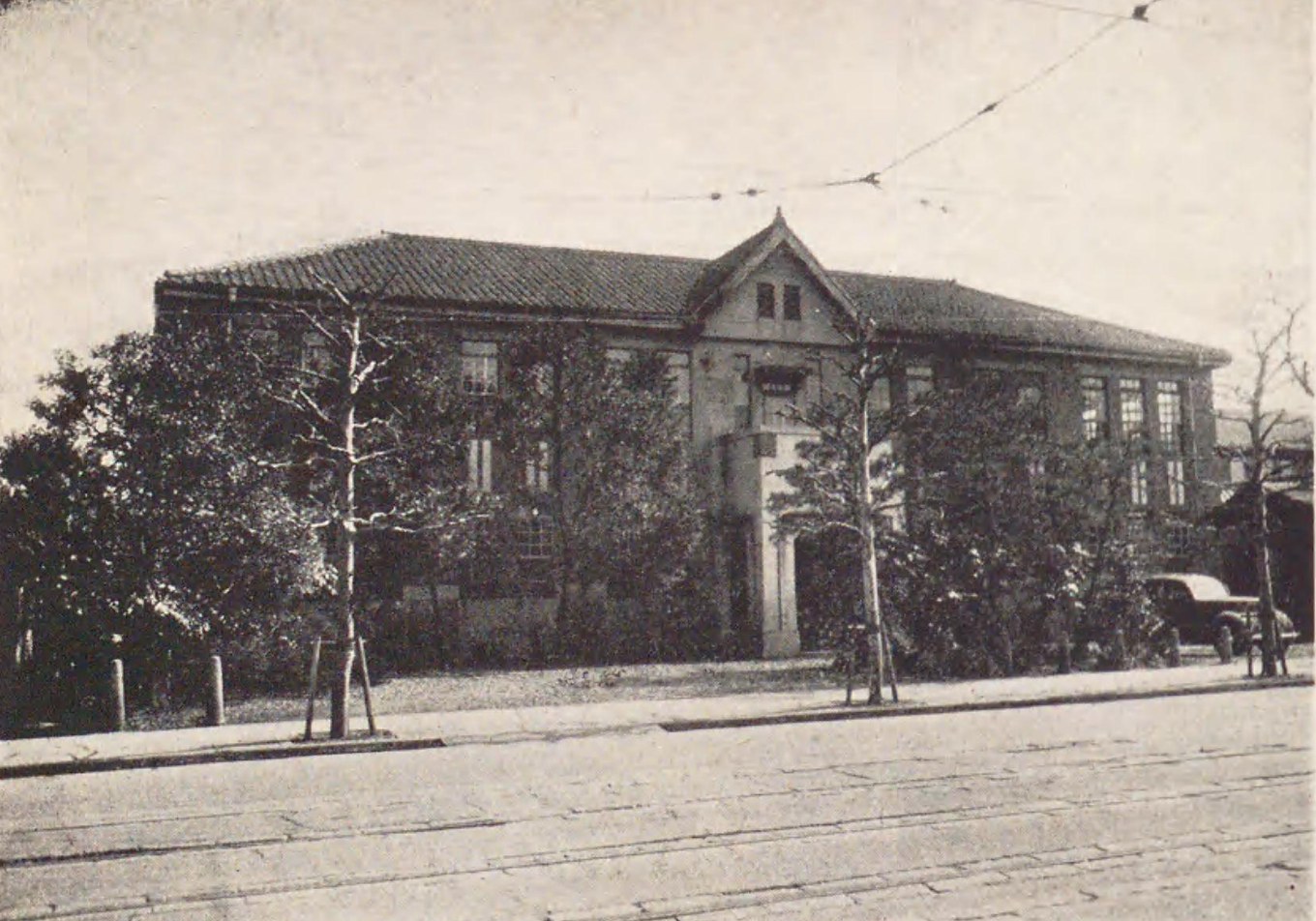
麻布連隊区司令部

麻布連隊区（あざぶれんたいく）は、大日本帝国陸軍の連隊区の一つ。前身は麻布大隊区である。始め東京府の一部と神奈川県の一部の徴兵・召集等兵事事務を担任し、後に神奈川県の一部が埼玉県の一部に変わり、1941年（昭和16年）廃止される。以後東京府は東京連隊区が、埼玉県は浦和連隊区が執り行った。この項目では東京連隊区についても扱うものとする。

## 沿革
1888年（明治21年）5月14日、大隊区司令部条例（明治21年勅令第29号）により麻布大隊区が設置され、陸軍管区表（明治21年5月14日勅令第32号）により東京府の一部、神奈川県の一部、埼玉県の一部が管轄区域として定められ、第一師管第一旅管に属した。
1896年（明治29年）4月1日、麻布大隊区は連隊区司令部条例（明治29年勅令第56号）によって連隊区に改組された。陸軍管区表（明治29年3月16日勅令第24号）により定められた管轄区域は東京府の一部と神奈川県の一部で、旅管が廃止となり引き続き第一師管に属した。このとき、残りの東京府区域は近衛師管本郷連隊区と第一師管小笠原島警備隊区に属する。神奈川県の残り区域は第一師管横浜連隊区である。1903年（明治36年）2月14日、再び師管と連隊区の間に旅管が設けられ麻布連隊区は第一師管の第一旅管に属す。
日本陸軍の内地19個師団体制に対応するため陸軍管区表が改正（明治40年9月17日軍令陸第3号）され、1907年（明治40年） 10月1日、麻布連隊区の管轄区域に小笠原島が加えられ、小笠原島警備隊区は廃された。
1925年（大正14年）4月6日、日本陸軍の第三次軍備整理に伴い陸軍管区表が改正（大正14年軍令陸第2号）され、同年5月1日、旅管は廃され引き続き第1師管の所属となった。また、管轄区域が大幅に改められ、麻布連隊区は東京府の一部と埼玉県の一部を管轄した。
1940年（昭和15年）8月1日、麻布連隊区は東部軍管区東京師管に属することとなった。
1941年4月1日、管轄区域から埼玉県が除かれ、東京府の一部のみの管轄となった。同年11月1日、陸軍管区表の改定により、北海道を除き全国一府県一連隊区となり、麻布連隊区は廃され、東京府は新設された東京連隊区の管轄となる。麻布連隊区と同様に、東京連隊区も東部軍管区東京師管に属した。
1945年には作戦と軍政の分離が進められ、軍管区・師管区に司令部が設けられたのに伴い、同年3月24日、東京連隊区の同域に東京地区司令部が設けられた。地区司令部の司令官以下要員は連隊区司令部人員の兼任である。同年4月1日、東京師管は東京師管区と改称された。

## 管轄区域の変遷
1888年5月14日、陸軍管区表（明治21年勅令第32号）が制定され、麻布大隊区の管轄区域が次のとおり定められた。
- 東京府

麻布区・麹町区・神田区・日本橋区・京橋区・荏原郡・南豊島郡・赤坂区・四谷区・小石川区・牛込区・芝区・東多摩郡・伊豆七島
- 神奈川県

橘樹郡・都筑郡・西多摩郡・南多摩郡・北多摩郡
- 埼玉県

入間郡・高麗郡
1890年（明治23年）5月20日、埼玉県区域を高崎大隊区へ移管した。
1896年4月1日、連隊区へ改組された際、管轄区域の内、郡の所属府県変更により、陸軍管区表の記載を西多摩郡・南多摩郡・北多摩郡については東京府に変更した。同年、郡制施行による郡の統廃合により陸軍管区表が改正（明治29年12月4日勅令第381号）され、1897年（明治30年）4月1日に南豊島郡・東多摩郡を豊多摩郡に変更した。詳しくは次の通りである。
- 東京府

麹町区・神田区・日本橋区・京橋区・芝区・麻布区・赤坂区・四谷区・牛込区・小石川区・荏原郡・豊多摩郡・西多摩郡・南多摩郡・北多摩郡・伊豆七島
- 神奈川県

橘樹郡・都筑郡
1907年10月1日、小笠原島警備隊区は廃され、麻布連隊区の管轄区域に小笠原島が加えられた。1918年（大正7年）6月1日、管轄区域に八王子市が加えられた。
1925年5月1日、管轄区域が大幅に改められ、麻布連隊区の管轄は東京府の一部と埼玉県の一部となる。詳細は次の通り。東京府伊豆七島を大島、八丈島に変更。埼玉県区域を旧熊谷連隊区から編入し、神奈川県区域を甲府連隊区へ移管した。
- 東京府

麹町区・神田区・日本橋区・京橋区・芝区・麻布区・赤坂区・四谷区・牛込区・小石川区・八王子市・荏原郡・豊多摩郡・西多摩郡・南多摩郡・北多摩郡・大島・八丈島・小笠原島
- 埼玉県

川越市・入間郡・比企郡・秩父郡
1932年（昭和7年）10月1日、荏原郡・豊多摩郡を新たに編成された10区に変更した。この時点の管轄区域は次のとおり。
- 東京府

麹町区・神田区・日本橋区・京橋区・芝区・麻布区・赤坂区・四谷区・牛込区・小石川区・品川区・目黒区・大森区・荏原区・蒲田区・世田谷区・渋谷区・淀橋区・中野区・杉並区・八王子市・西多摩郡・南多摩郡・北多摩郡・大島・八丈島・小笠原島
- 埼玉県

川越市・入間郡・比企郡・秩父郡

## 司令官
| 代               | 氏名       | 階級     | 在任期間                | 出身校・期    | 前職                            | 後職                                                   | 備考                                                                           |
| ---------------- | ---------- | -------- | ----------------------- | ------------- | ------------------------------- | ------------------------------------------------------ | ------------------------------------------------------------------------------ |
| 麻布大隊区       |            |          |                         |               |                                 |                                                        |                                                                                |
|                  | 風間繁成   | 歩兵中佐 | 1888.5.14 - 1893.2.19   | 広島県 士族   | 東京鎮台後備軍司令官            | 死去                                                   |                                                                                |
|                  | 加島義質   | 歩兵少佐 | 1893.3.17 - 1895.8.23   | 茨城県 士族   | 歩兵第15連隊第3大隊長           |                                                        |                                                                                |
|                  | 根岸榮     | 歩兵少佐 | 1895.8.23 - ..          | 長崎県 士族   |                                 |                                                        |                                                                                |
|                  | 岡泰卿     | 歩兵少佐 | 1896.3.25 -             | 鳥取県 士族   | 歩兵第2連隊附                   | 麻布連隊区司令官                                       |                                                                                |
| 麻布連隊区       |            |          |                         |               |                                 |                                                        |                                                                                |
|                  | 岡泰卿     | 歩兵少佐 | - 1897.9.7              | 鳥取県 士族   | 麻布大隊区司令官                | 歩兵第1連隊附                                          |                                                                                |
|                  | 宮原正人   | 歩兵少佐 | 1897.9.7 - 1898.10.1    | 小倉県 士族   | 台湾守備歩兵第2連隊第3大隊長    | 歩兵第17連隊第3大隊長                                  |                                                                                |
|                  | 横井鎮雄   | 歩兵中佐 | 1898.10.1 - 1902.4.1    | 堺県 士族     | 高崎連隊区司令官                |                                                        |                                                                                |
|                  | 菊野景衛   | 歩兵少佐 | 1902.4.1 - 1902.10.30   | 鹿児島県 士族 | 第1師団副官                     | 高崎連隊区司令官                                       |                                                                                |
|                  | 岩元貞英   | 歩兵中佐 | 1902.10.30 - 1903.12.1  | 鹿児島県 士族 | 高崎連隊区司令官                | 後備役                                                 |                                                                                |
|                  | 龜岡泰辰   | 歩兵大佐 | 1903.12.1 - 1907.10.4   | 群馬県 士族   | 陸軍省人事局恩賞課長            | 後備役                                                 | 兼陸軍省御用掛後備歩兵第50連隊長（1904.12.5-） 旅順要塞衛戍司令官（1905.2.21） |
|                  | 小澤徳平   | 歩兵大佐 | 1907.10.4 - 1910.10.16  | 陸士2期       | 歩兵第57連隊長                  | 後備役                                                 |                                                                                |
|                  | 長堀均     | 歩兵中佐 | 1910.10.16 - 1913.1.15  | 陸士旧11期    | 佐倉連隊区司令官                | 歩兵第55連隊長                                         |                                                                                |
|                  | 津野一輔   | 歩兵中佐 | 1913.1.15 - 1914.5.11   | 陸士5期       | 歩兵第3連隊附                   | 歩兵第2連隊長                                          |                                                                                |
|                  | 和田亀治   | 歩兵中佐 | 1914.5.11 - 1915.8.10   | 陸士6期       | 歩兵第3連隊附                   | 陸軍省副官                                             |                                                                                |
|                  | 佐治喜一   | 歩兵中佐 | 1915.8.10 - 1917.8.6    | 陸士7期       | 近衛歩兵第2連隊附               | 歩兵第54連隊長                                         |                                                                                |
|                  | 永谷清治   | 歩兵中佐 | 1917.8.6 - 1918.7.25    | 陸士8期       | 第8師団参謀                     | 歩兵第7連隊長                                          |                                                                                |
|                  | 野田久吉   | 歩兵大佐 | 1919.7.25 - 1921.3.4    | 陸士9期       | 名古屋連隊区司令官              | 歩兵第67連隊長                                         |                                                                                |
|                  | 長尾恒吉   | 歩兵大佐 | 1921.3.4 - 1922.2.8     | 陸士7期       | 歩兵第67連隊長                  | 国際連盟 陸海空軍問題常設諮問委員会 帝国陸軍代表者随員 |                                                                                |
|                  | 倉島富次郎 | 歩兵中佐 | 1922.2.8 - 1923.8.4     | 陸士10期      | 歩兵第1連隊附                   | 歩兵第69連隊長                                         |                                                                                |
|                  | 高城荘吉   | 歩兵大佐 | 1923.8.4 - 1926.3.2     | 陸士11期      |                                 | 歩兵第4連隊長                                          |                                                                                |
|                  | 佐藤直     | 歩兵大佐 | 1926.3.2 - 1928.12.28   | 陸士13期      |                                 | 歩兵第28連隊長                                         |                                                                                |
|                  | 坪井善明   | 歩兵大佐 | 1928.12.28 - 1930.12.22 | 陸士14期      | 陸軍士官学校附                  | 歩兵第30連隊長                                         |                                                                                |
|                  | 中村馨     | 歩兵大佐 | 1930.12.22 -            | 陸士14期      | 歩兵第11連隊長                  |                                                        |                                                                                |
|                  | 平田重三   | 歩兵大佐 | 1932.4.12 - 1933.8.1    | 陸士15期      | 第1師団司令部附                 | 歩兵第14旅団長                                         |                                                                                |
|                  | 田嶋栄次郎 | 歩兵大佐 | 1933.8.1 - 1935.3.15    | 陸士18期      | 歩兵第41連隊長                  | 第5師団司令部附                                        |                                                                                |
|                  | 湯浅政雄   | 歩兵大佐 | 1935.3.15 - 1936.3.28   | 陸士25期      | 久留米連隊区司令官              | 歩兵第3連隊長                                          |                                                                                |
|                  | 脇坂次郎   | 歩兵大佐 | 1936.3.28 - 1937.8.2    | 陸士19期      | 近衛師団司令部附 兼東洋大学服務 | 歩兵第36連隊長                                         |                                                                                |
|                  | 須見新一郎 | 歩兵大佐 | 1937.8.2 - 1938.7.15    | 陸士25期      | 綏芬河特務機関長                | 歩兵第26連隊長                                         |                                                                                |
|                  | 岸川健一   | 歩兵大佐 | 1938.7.15 - 1940.3.9    | 陸士23期      | 第7師団附                       | 第6独立守備隊長                                        |                                                                                |
|                  | 国方慶三   | 歩兵大佐 | 1940.3.9 - 1941.11.1    | 陸士22期      | 歩兵第149連隊長                 | 東京連隊区司令官                                       |                                                                                |
| 東京連隊区司令官 |            |          |                         |               |                                 |                                                        |                                                                                |
|                  | 国方慶三   | 少将     | 1941.11.1 -             | 陸士22期      | 麻布連隊区司令官                | 第13独立守備隊長                                       |                                                                                |
|                  | 村上亮     | 少将     | 1942.8.1 - 1944.5.10    | 陸士23期      | 盛岡連隊区司令官                | 近衛第3師団兵務部長                                    |                                                                                |
|                  | 平井卯輔   | 少将     | 1944.5.10 - 1945.3.30   | 陸士25期      | 第86師団司令部附                | 東京地区司令部附                                       |                                                                                |
|                  | 村井俊雄   | 中将     | 1945.3.30 -             | 陸士20期      | 予備役                          |                                                        | 兼東京地区司令官                                                               |